# Kajborg

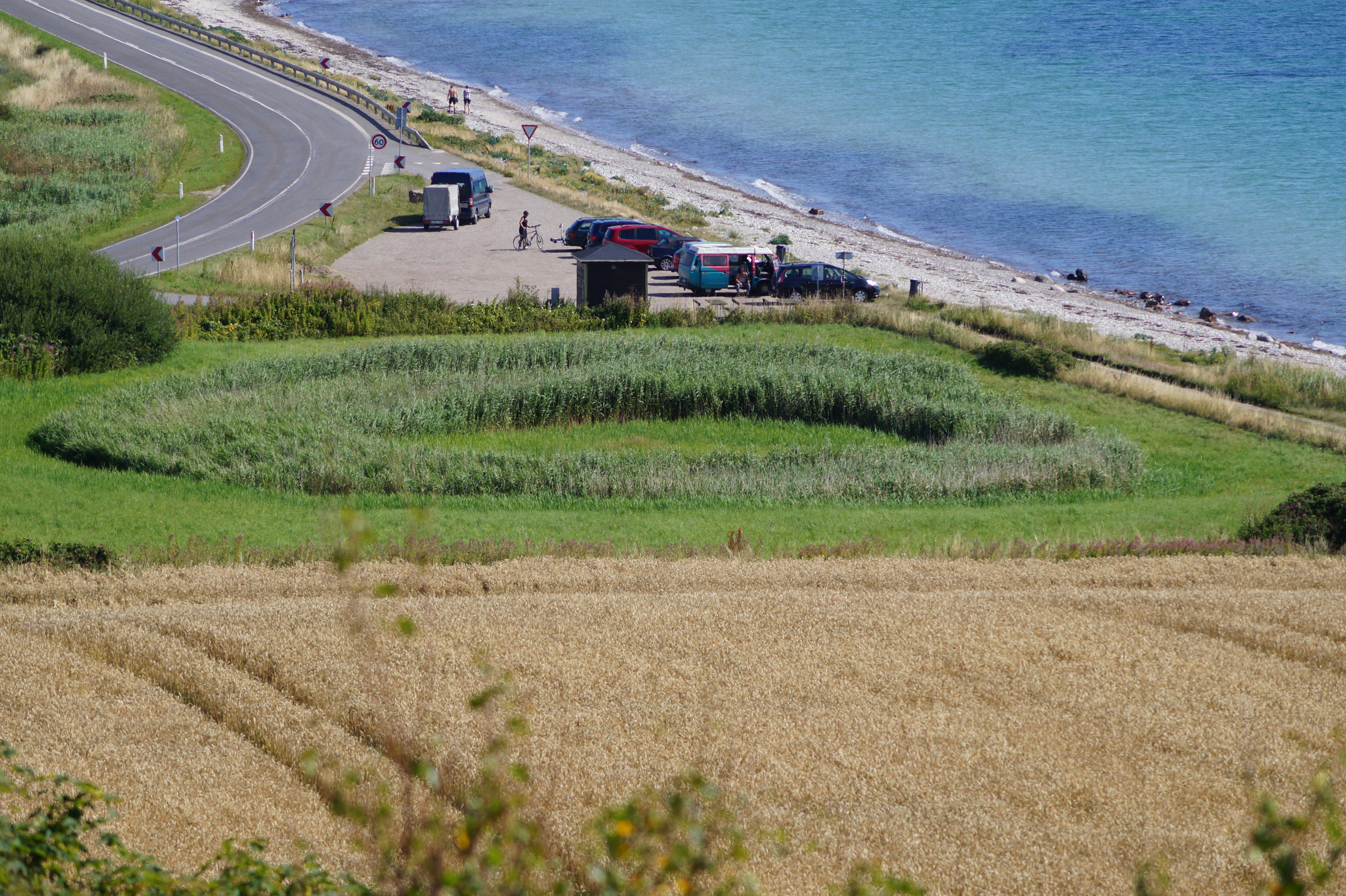
Die Kajborg vom Leuchtturm Kegnæs (Kegnæs Fyr) aus gesehen

Die Kajborg (oder auch Kegborg) ist eine abgegangene Burg am Ostende der Halbinsel Kegnæs auf der Nordseite der Flensburger Förde in Dänemark.
Die Küste der Insel Als (dt.: Alsen) war im frühen Mittelalter häufigen Überfällen durch wendische Piraten ausgesetzt. Der lokale Adel errichtete deshalb eine Reihe von Burgen zur Verteidigung. Die Reste einer derartigen Burg finden sich in der Nähe des Leuchtturms von Kegnæs am südlichen Ende der schmalen Landbrücke, die Kegnæs mit dem Hauptteil der Insel verbindet. Es handelte sich dabei um eine Wallburg, deren Hügel durch das Aufschütten des Aushubs zweier konzentrischer Ringgräben geschaffen wurde. Die Burg war so nicht nur durch Wall und Mauer, sondern auch durch zwei Gräben geschützt. Die Grabenreste sind noch sichtbar. Offensichtlich besitzt die Kajborg mit ihrer Lage und ihrer runden Gestalt eine gewisse Ähnlichkeit zum Schmölwall, im nahen Broager. Man nimmt an, dass der Erbauer der Kajborg den Namen Kaj oder Keg trug, und dass die Burg und die gesamte Halbinsel nach ihm benannt wurden.
Auf der gegenüberliegenden Seite der Straße liegt die „Kaj-Quelle“ („Kajs Kilde“), ein alter Backstein-Brunnen, der wohl auch aus der Zeit des Burgenbaus stammt.
Koordinaten: 54° 51′ 17″ N, 9° 59′ 28″ O